# 華味香
華味香是起源於台灣臺南市新營區的小吃，該店以鴨肉羹及滷味最為著名。創建於民國37年（1948年），迄今已有70年的歷史。目前逐漸往連鎖經營方式前進，擁有三間實體店面，一個中央工廠，以及戶外浪漫婚宴廣場。

## 起源
華味香原本是在賣早餐及涼飲，華味香創始人郭炳乾（1927年生，廣東潮陽人）於1941年與母親張秀珠（1906年-1978年）來台依親。先在彰化社子隨父親郭豫武（1902年-1983年）賣早餐，後來全家搬至新營夜市濟安宮旁賃屋居住，以肩挑販賣方式兜售豆漿、包子、饅頭等早餐。稍有積蓄時，在交通台附近購屋(中山路292號)為店面，仍賣早餐附設冰果室，閒暇則兼營炒米粉、餛飩湯等小吃生意。
民國三十六年，一日清晨，有位陌生人病倒在店門口，郭炳乾為他延醫救治，後來在言談中得知他乃來自廣東同鄉，兩人因而建立交情。經過一年的調養，此同鄉便已痊癒，返鄉之前把鴨肉羹及制麵的訣竅傳授與郭炳乾。郭炳乾依法烹製的鴨肉羹，在新營地區頗受佳評，此後郭炳乾不再賣早餐，並正式掛牌「華味香」全新經營鴨肉羹。

## 歷史
- 民國五十七年，華味香遷至新營市延平路29號今址繼續營業。
- 民國六十一年，因鴨肉羹生意興隆，而將無暇兼顧的冰果室收攤，僅賣紅茶等涼飲。
- 民國六十九年，郭炳乾退休，將店面交予兒子郭正明接掌。郭正明讀初中時即在店裡幫忙，是郭炳乾的得力助手。郭正明接掌華味香後，重新整建，革除一般小吃店髒亂形象，改用免洗湯匙竹筷、自動高溫洗碗機，並延請專業設計師裝修店面，提高水準層次。
- 民國八十五年，華味香在新進路開張第二店。
- 民國九十七年，華味香在縣政府旁的民治路開設第三家分店。

## 特色
該店以鴨肉羹最為著名。其鴨肉羹的製作，是將祖傳配方與絲筍、調味料，以煮鴨肉的高湯滾後，下蕃薯粉勾芡，再放進先經川燙、煮熟剁塊的鴨肉，煮約20分鐘，即可裝碗上桌，此即鴨肉羹，如再加麵則為鴨肉麵羹，製作簡單。鴨肉羹的鴨為特約鴨商供應，必須是自己飼養的鴨隻，吃自製的飼料，也是自己宰殺，且均為外銷日本的合格鴨材。

## 外部連結
- 華味香官方網站 （页面存档备份，存于）（中文）
- 華味香＠JTT Culture Plaza的Facebook專頁